# Cezary Tomaszewski
Cezary Jacek Tomaszewski (ur. 18 sierpnia 1929 w Czempiniu) – profesor nauk biologicznych, specjalizujący się w ekofizjologii, zoologio; biolog ewolucyjny, trichopterolog.

## Życiorys
Absolwent i wieloletni pracownik Uniwersytetu Łódzkiego, kierownik Katedry Biologii Ewolucyjnej. Prowadzi badania w zakresie chruścików (Insecta: Trichoptera) oraz biologii ewolucyjnej. Jeden z ważniejszych trichopterologów Polski i Europy. W 1965 roku opracował i opublikował Katalog Chruścików Polski – przez wiele lat jedyną monografię chruścikową. W swoich badaniach nad behawiorem budowy domków chruścików wniósł wiele ciekawych danych odnoszących się do filogenezy Trichoptera.
Tytuł profesora nauk biologicznych otrzymał z rąk prezydenta RP 15 lutego 1996 roku. Wypromował sześciu doktorantów. W 1989 roku zorganizował Międzynarodowy Zjazd Trichopterologów w Polsce (6th International Symposium on Trichoptera).

## Publikacje dotyczące chruścików
- Bohdziun J., Majecki J., Tomaszewski C. 1987. Zmiany w składzie fauny chruścików (Trichoptera) pod wpływem wybudowania Sulejowskiego Zbiornika Retencyjnego. Acta Univ. Lodz. 2: 171-181.
- Majecki, J., Tomaszewski C. 1991. The role of case in the process of gas exchange in some Trichoptera species. 6th Intern. Symp. Trichoptera, Tomaszewski, C. (ed.), Adam Mickiewicz University Press: 217-221.
- MohamMad B., Majecki J., Tomaszewski C. 1987. The caddis flies (Trichoptera) of the primeval forest in Białowieża. Proc. 5th Intern. Symp. Trichoptera, Bournaud M., Tachet H. (eds.), Dr. W. Junk Publisher, Dodrecht, The Netherlands: 97-101.
- Tomaszewski C., 1955. Badania nad wpływem mikroprądów wody na larwy Tinodes waeneri L. (Trichoptera). Ekologia Polska, 3: 85-99.
- Tomaszewski C., 1961. Ryacophila polonica Mac Lach – nowy gatunek dla fauny Polski oraz kilka nowych gatunków chruścików dla fauny Karpat. Fragmenta faunistica 9, (3)
- Tomaszewski C., 1961. Wykaz typów opisowych przechowywanych w Instytucie Zoologicznym PAN w Warszawie. IV. Chruściki (Trichoptera). Ann. Zool. 20, (1):1-6
- Tomaszewski C., 1962. Uwagi do opisów gatunków Potamophylax latipennis (Curt.) i Hydropsyche angustipennis (Curt.) (Trichoptera). Ann. Zool. 20, (9):185-192
- Tomaszewski C., 1962. Chruściki (Trichoptera) Wyżyny Łódzkiej. Fragmenta faunistica 9, (22)
- Tomaszewski C., 1965. Chruściki – Trichoptera. Kat. Fauny Polskiej. cz.28, 104 str.
- Tomaszewski C., 1970. Studia nad ewolucją przystosowawczą larw chruścików (Trichoptera). Wyd. Uniw. Łódzki
- Tomaszewski C., 1972. Fauna niebieskich źródeł – Chruściki. Zesz. Nauk. Uniw. Łódzkiego. Cz. 2. Zesz. 46: 59-63
- Tomaszewski C., 1973. Studies on the adaptative evolution of the larvae of Trichoptera. Acta Zool. Cracov. Tom18, Nr 13: 311-398
- Tomaszewski C., 1973. Wpływ stałych temperatur na tempo rozwoju larw i poczwarek Phryganea grandis L. Pol. Pis. Entomolog. Tom 43. Zesz. 4 .
- Tomaszewski C., 1981. The principles of case building behaviour in Trichoptera. In: G. P. Moretti (ed.) Proc. 3rd Int. Symp. On Trcihop., Series Entomol., 20: 365-373.
- Tomaszewski C., H. Füller, G. Glapska, 1987. Research on the musculature and sense organs of the protuberances of the first abdominal segment in caddis larvae (Trichoptera). In: M. Bournaud, H. Tachet (ed.). Proc. 5th Int. Symp. On Trichop., Dr Junk Publ., 19-22 pp.
- Tomaszewski C., (ed.) 1991. Procedings of the Sixth International Sympozium on Trichoptera, Łódź-Zakopane (Poland) 12-16 September 1989. A.Mickiewicz Univ. Press., 479 pp.

## Odznaczenia
- Złoty Krzyż Zasługi (1973),
- Krzyż Kawalerski Orderu Odrodzenia Polski (1983),
- Medal Komisji Edukacji Narodowej (1986).